# Pectiantia pentandra
Pectiantia pentandra là một loài thực vật có hoa trong họ Saxifragaceae. Loài này được (Hook.) Rydb. miêu tả khoa học đầu tiên năm 1905.